# Verzal
Verzal je način pisanja u kojem se koriste isključivo velika slova. Na primjer, SVAKODNEVNO VIĐAM LJUDE U SVOJOJ SJENI. 
Tradicionalno se koristi za isticanje određenih dijelova teksta, poput naslova, ključnih pojmova te za pisanje akronima, npr. CEFTA ili SAD. Danas se isticanje teksta verzalom izbjegava i koriste se drugi načini poput podebljanog i ukošenog pisma. U elektroničkoj komunikaciji, poput maila, verzal zamjenjuje vikanje i njegova se pretjerana upotreba smatra izrazito nepristojnom.